# San Carádoco
Carádoco fue un noble galés nativo de Brecknockshire, quien después de haber recibido una educación liberal, disfrutó de la confianza de Rees, príncipe de Gales del sur, y ocupó un lugar honorable en su corte. El príncipe, un día, a causa de dos galgos que se perdieron, se enfureció con él de tal manera que llegó a amenazar su vida. De esta desgracia, Carádoco aprendió la inconstancia de los honores humanos, y se refugió en la catedral de Landaff, donde  recibió la tonsura clerical del obispo, y durante algún tiempo sirvió a Dios en la iglesia de St. Theliau.Su santoral se conmemora el 13 de abril.
Deseoso de encontrar la soledad, pasó algunos años en una humilde cabaña, que construyó cerca de la iglesia abandonada de St. Cendydd, en Gower, y más tarde se instaló en la isla de Barry, en St. Issels. Su reputación de santidad llenó el país entero, y el arzobispo de Menevia, o St. David, llamándole a aquella ciudad, le promovió a las órdenes sacerdotales. Entonces, Carádoco se retiró con algunos compañeros devotos a la isla de Ary. Algunos piratas de Noruega, que a menudo infestaban estas costas, les llevaron prisioneros, pero luego, temiendo los juicios de Dios, les llevaron de nuevo a la orilla al día siguiente. Sin embargo, el arzobispo de Menevia asignó a Carádoco otra habitación en el monasterio de St. Hismael, generalmente llamado Ysam, en el país de Ross, o Pembrokeshire.
Carádoco sirvió a un rey local en Gales del sur antes de verse obligado más tarde al exilio por la invasión de la región por Enrique I, ocupando la celda de St. Ismael en Haroldston.

## Legado
La iglesia de San Carádoco en Lawrenny, Gales, probablemente se remonta al siglo XII.